# Anuraeopsis racenisi
Anuraeopsis racenisi is een raderdiertjessoort uit de familie Brachionidae. De wetenschappelijke naam van deze soort is voor het eerst geldig gepubliceerd in 1962 door Bērzinś.